# Alcmeone lata
Alcmeone lata är en insektsart som beskrevs av Walker. Alcmeone lata ingår i släktet Alcmeone och familjen hornstritar. Inga underarter finns listade i Catalogue of Life.